# Спойлер (автомобіль)

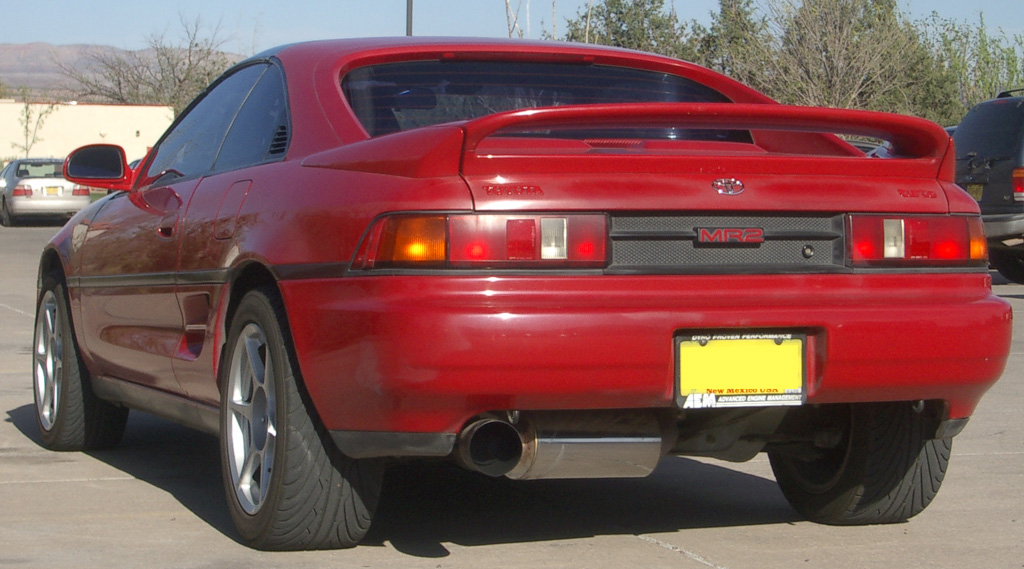
Toyota MR2 із заводським заднім спойлером

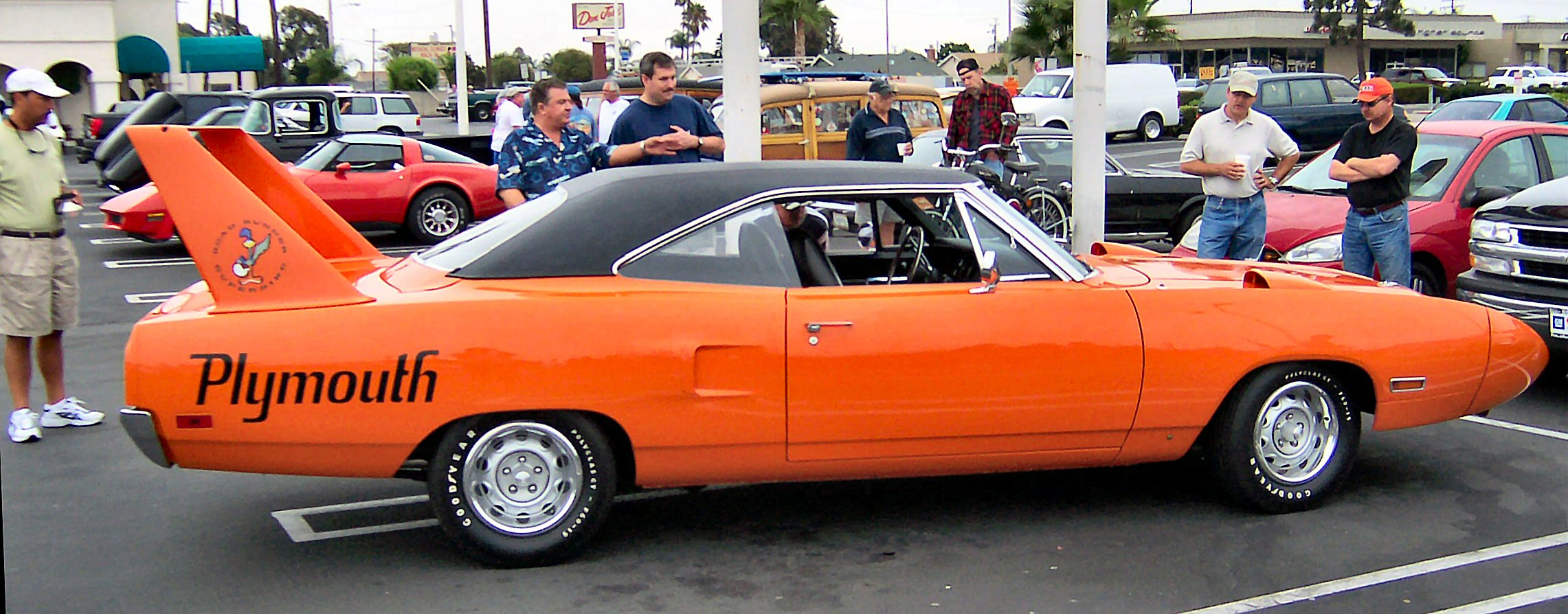
The Plymouth Superbird відомий своїм високо розташованим заднім антикрилом

Спо́йлер (англ. spoiler від англ. to spoil — псувати, заважати) — спеціальний елемент (або набір елементів) в автомобілі, що змінює аеродинамічні властивості кузова автомобіля, перенаправляючи повітряні потоки з метою зменшення аеродинамічного опору автомобіля, збільшення притискного зусилля, зменшення схильності до забруднення автомобіля під час руху. Спойлери можуть також використовуватись як елементи стилізації вигляду авто.

## Термінологія
Спойлер не слід ототожнювати з антикрилом, основним завданням якого є збільшення притискної сили автомобіля при обтіканні його потоком повітря, завдяки чому зростають зчіпні властивості автомобіля із дорожньою поверхнею. Антикрила зазвичай збільшують аеродинамічний опір автомобіля. У цьому контексті антикрило може розглядатись як один з різновидів спойлера.

## Типи спойлерів

### За місцем розташування на кузові
Залежно від місця розташування спойлери можуть виконуватись як:
- юбки бамперів (англ. front spoiler; air dam);
- бокові юбки (англ. side skirts);
- дахові спойлери (англ. roof spoilers);
- задні спойлери (англ. rear spoiler), що встановлюється у задній частині автомобіля, на кришці багажника (або капота у задньомоторних авто). Конструкція такого спойлера іноді використовується не лише для аеродинамічного ефекту, але і для збільшення механічної жорсткості кришки багажника[3] та/чи підвищення ефективності охолодження моторного відсіку у задньомоторних авто (Porsche 911).

### За стилями
Виділяють два стилі спойлерів:
- Стиль виробника автомобіля (англ. OEM style) — у цьому стилі виготовляються спойлери, що нічим не відрізняються від виробів заводу-виробника самих авто.
- Індивідуальний стиль (англ. custom style) — спойлери, що виготовляються невеликими партіями й мають найрізноманітніші форми, інколи це перевірені в аеродинамічній трубі вироби, а інколи — абсолютно нераціональна дань моді, хоча виробники часто вказують на бездоганні аеродинамічні характеристики спойлерів[4].

### За функціями
За функціями спойлери можуть бути призначені для:
- зменшення аеродинамічного опору руху автомобіля шляхом спрямування потоків повітря, що набігає та зменшення завихрень;
- збільшення притискної сили, що покращує зчеплення коліс автомобіля з дорогою завдяки чому збільшується його керованість;
- спрямування потоків повітря для підвищення ефективності охолодження відсіку двигуна чи радіаторів систем охолодження;
- захисту від потрапляння бруду з дороги на поверхні кузова і у першу чергу на заднє лобове скло.

## Типи матеріалів
Для виготовлення спойлерів використовують:
- Склопластик (фіберглас, склотекстоліт) — пластик на основі синтетичних смол, армований скловолокном. Використання цього матеріалу у виробництві деталей автомобіля у першу чергу продиктовано дешевизною виготовлення. Спойлер з фібергласу складається з скловолокнистого наповнювача, скріпленого полімерним матеріалом. Склопластик досить міцний і добре піддається обробці, але в масових обсягах виготовлення стає нерентабельним.
- АБС-пластик. Основна маса заводських спойлерів автомобілів виготовлена литтям з АБС-пластику з різними домішками, що додають цьому легкому, але досить крихкому матеріалу пластичності. Слабкою стороною цього матеріалу є його крихкість, яка збільшується з віком виробу (внаслідок випаровування летючих фенолів). Матеріал є відносно недорогим у виробництві.
- Силікони. Одним з перспективних матеріалів для виготовлення спойлерів є силіційорганічні полімери (силікони). Перевагою цього матеріалу є його хороші деформівні характеристики у межах пружної області. Крім цього силікони мають високі термічні показники та стійкість у багатьох агресивних середовищах, що робить його довговічним в есплуатації.
- Вуглепластик (карбон). Найсучасніший матеріал — аналог склопластику на основі вуглеволокна, (англ. carbon fiber). Вуглепластик — легкий, міцний та дорогий матеріал. На відміну від звичайного фібергласу — тверднення в'яжучої смоли відбувається у барокамері за високого тиску і температури. У зв'язку з цим трудо- і енергомісткість при виготовленні не дає змоги масовим виробникам широко застосовувати цей матеріал в автомобілебудуванні.
- Сталь і алюміній. Зазвичай «лезо» спойлера виготовляється з алюмінієвої смуги, а стійки та закрилки — з листової сталі.

## Принцип роботи

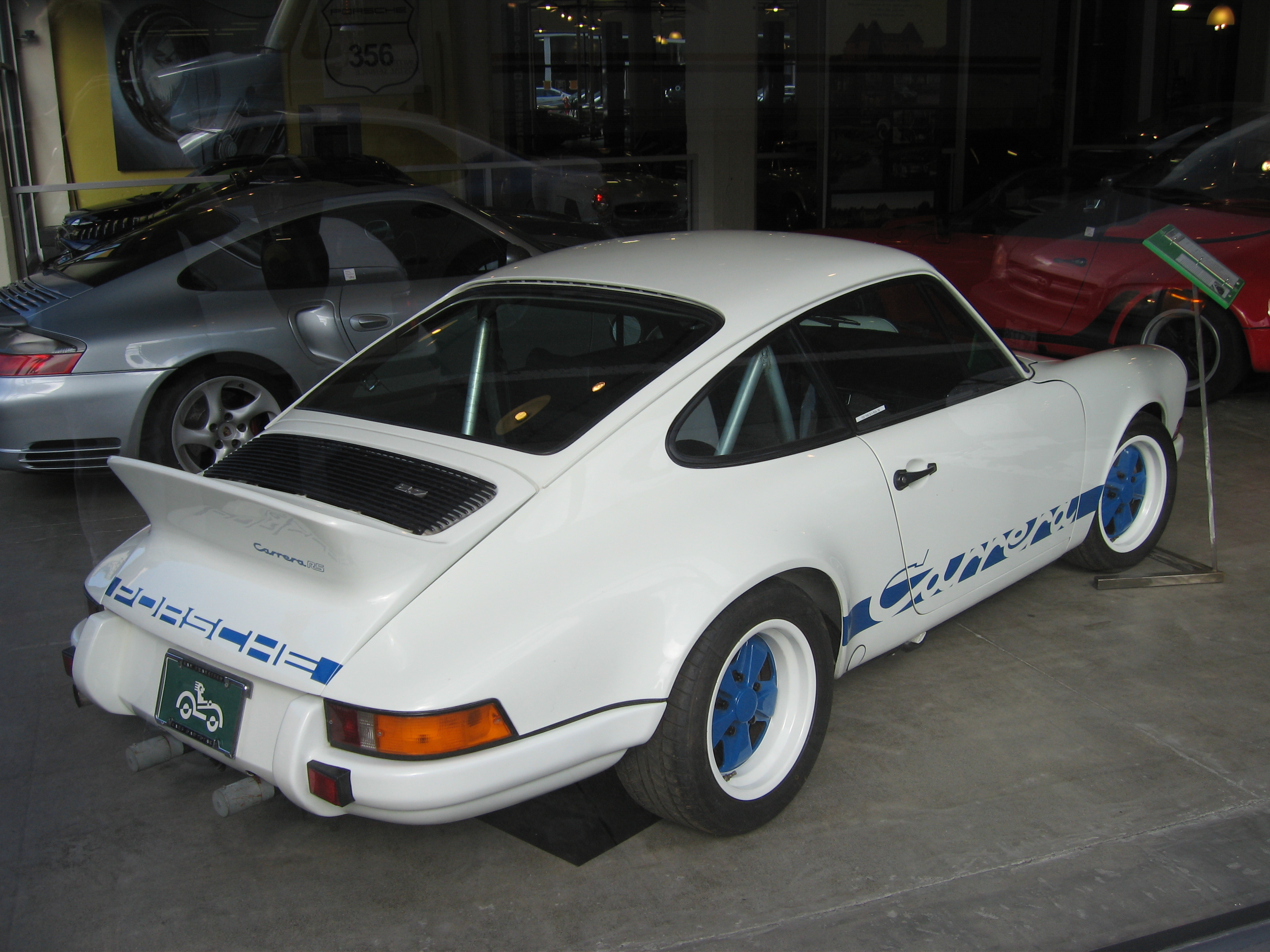
Високий спойлер на Porsche 911 Carrera RS (1973)

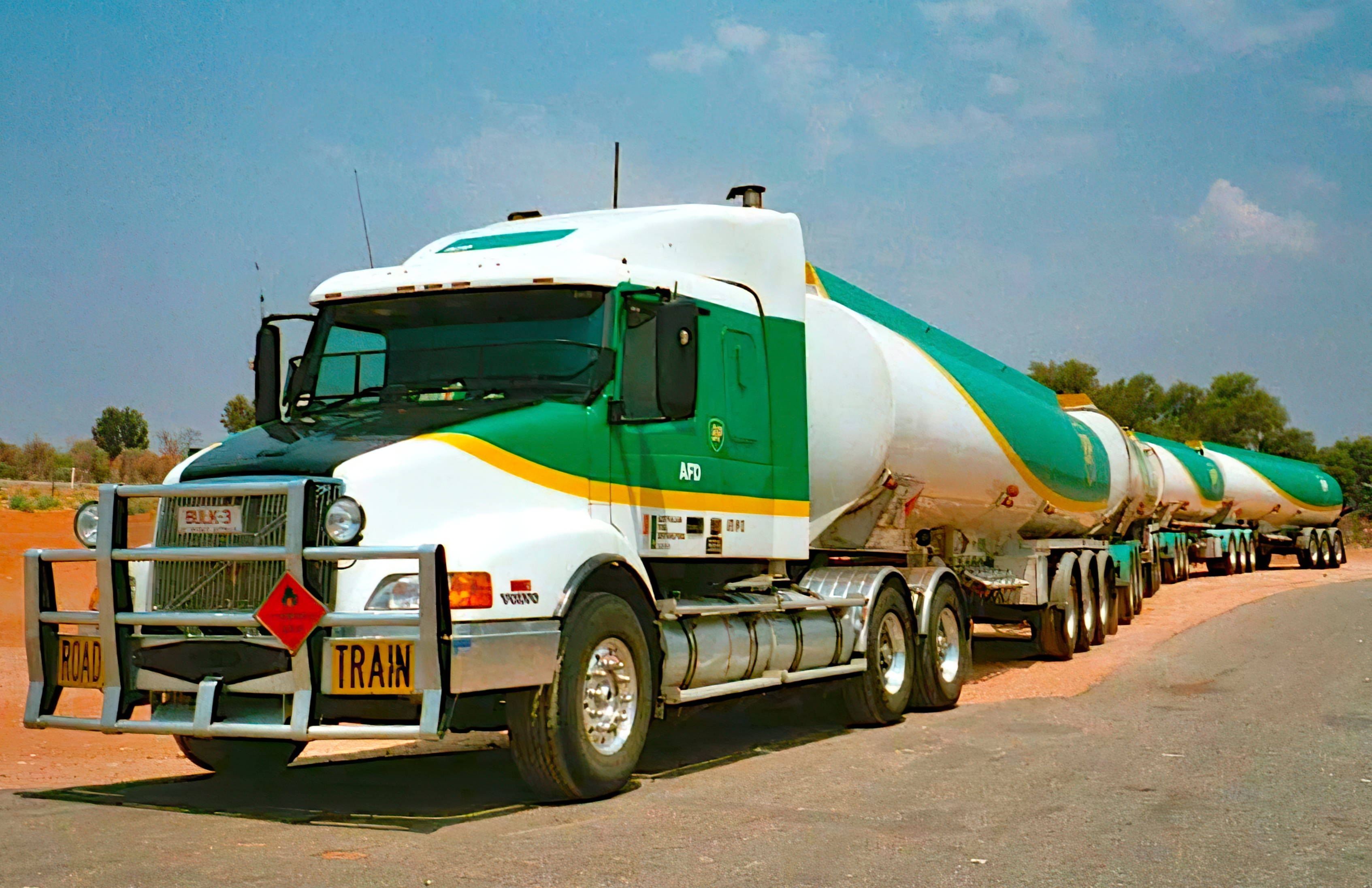
Даховий спойлер вантажного автомобіля

Принцип роботи залежить від типу спойлера:
- Задній спойлер, розташований на кришці багажника, збільшує тиск повітря над кришкою багажника і заднім склом. Без спойлера у цьому місці утворюється розрідження повітря, яке зменшує притискну силу (понижений тиск намагається підняти автомобіль) та збільшує опір (понижений тиск створює силу, спрямовану назад, проти руху). Задній спойлер підвищує тиск повітря над задньою частиною автомобіля і тим самим покращує притискну силу (до 15 % при вимірюваннях на Фольксвагені Сірокко) й збільшує опір (до 5 %). Крім того, спостерігається несподіване[6] зниження тиску повітря під автомобілем, що також збільшує притискну силу. Ефект збільшення опору зникає зі збільшенням висоти розташування спойлера[6], такі спойлери інколи застосовуються для збільшення притискної сили на спортивних автомобілях.
- Юбка на передньому бампері (англ. front spoiler) відхиляє основний потік повітря від днища автомобіля. Такий спойлер вносить додатковий опір за рахунок збільшення перетину автомобіля, але зате знижує опір в'язкого тертя, що створюється при взаємодії потоку повітря з днищем автомобіля; це тертя є суттєвим через неминучі виступи у потік під днищем деталей підвіски й трансмісії. Передній спойлер також приводить до пониження тиску під передньою частиною автомобіля, що приводить як до зростання притискної сили, так і, при передньому розташуванні двигуна, до покращення циркуляції повітря, яке охолоджує двигун[7].
- Даховий спойлер вантажних автомобілів, ще називають «дефлектор» дозволяє покращити аеродинаміку автомобільного поїзда, що у кінцевому рахунку забезпечує економію пального. Простір під дефлектором може мати практичне використання: для розташування додаткових відсіків, холодильної установки тощо. Даховий спойлер, встановлений у місці переходу даху автомобіля у п'яті двері (на хетчбеках та універсалах) служить для зменшення забруднення заднього лобового скла.

## Спойлери в автоспорті

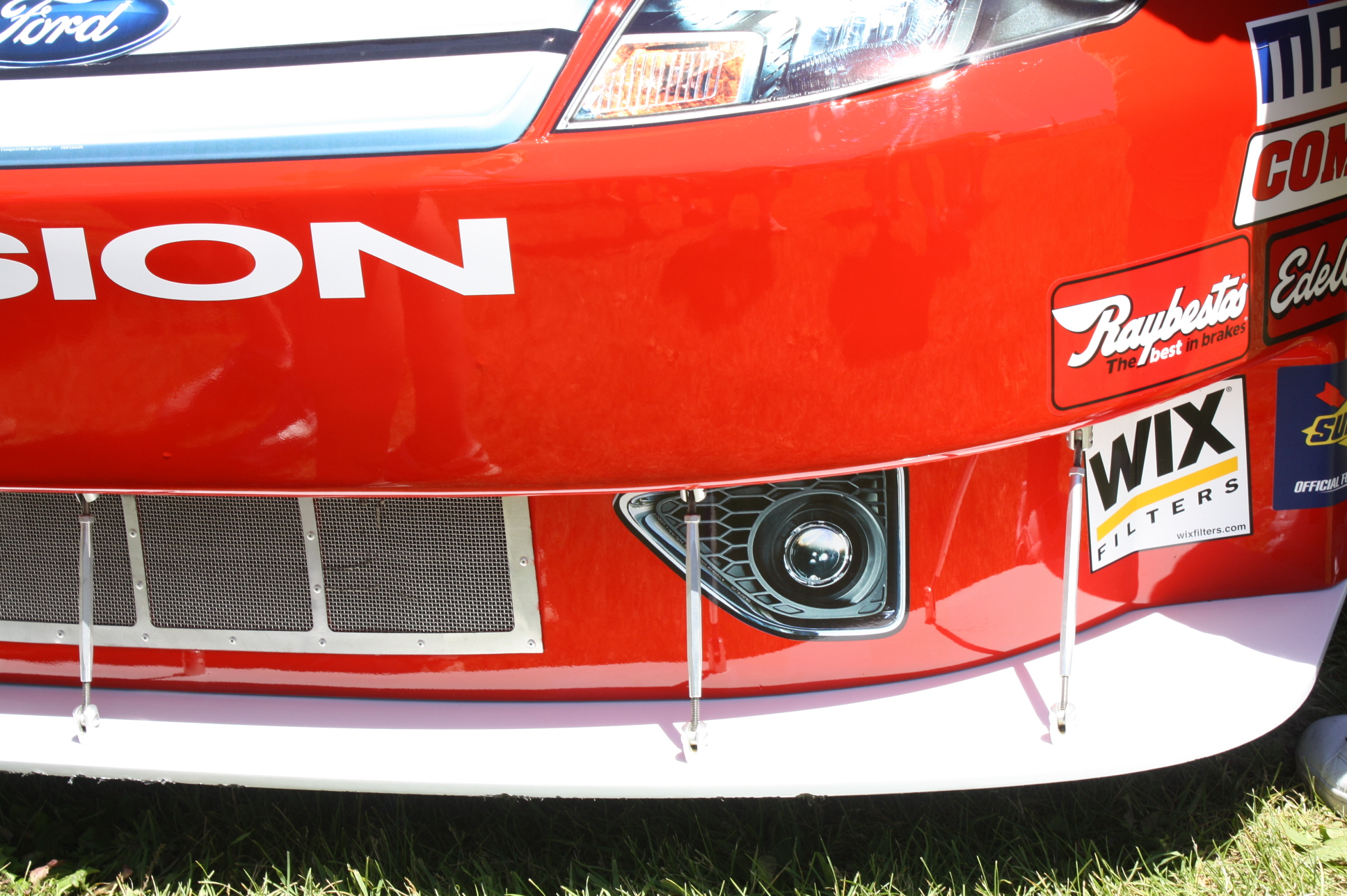
Сплітер спортивних машин NASCAR

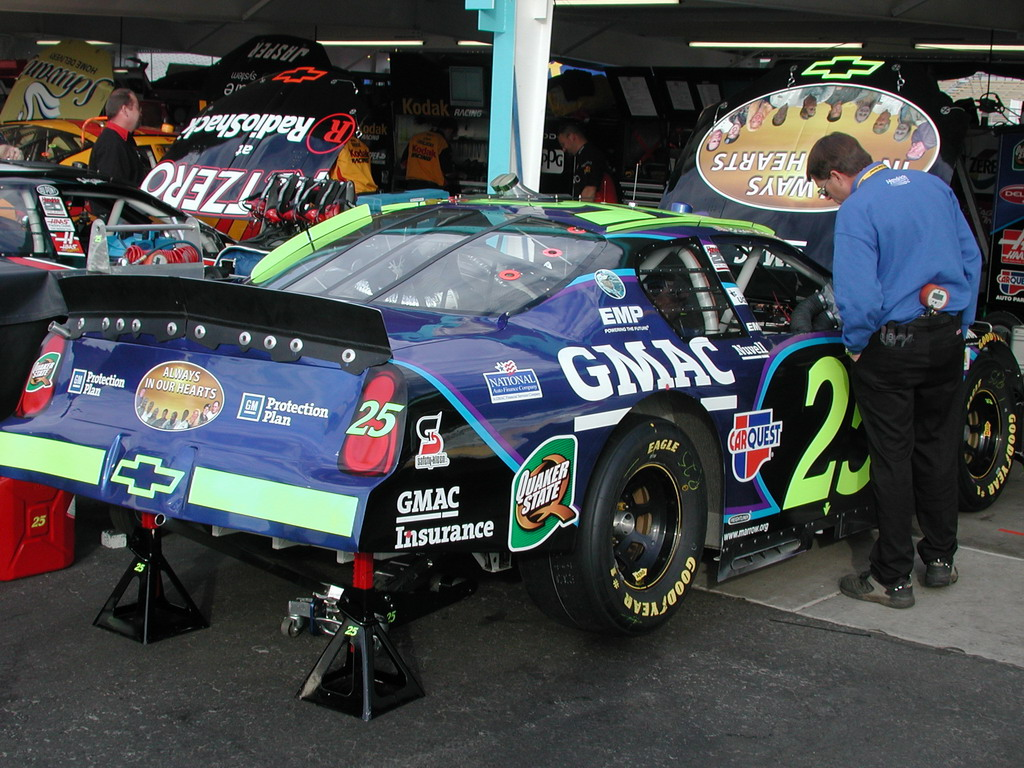
Задній спойлер машин NASCAR

В автоспорті спойлер, що встановлений під переднім бампером і щільно примикає до нього задньою крайкою ще носить назву «сплітер» (англ. splitter — розсікач, розділювач) — має форму аеродинамічної площини, що служить для обмеження надходження повітря під днище, і відповідно, створення розрідження під ним. Може бути окремою деталлю або виготовлятись заодно з бампером.
В автоспорті «спойлер» — поняття, яке означає аеродинамічну площину, що кріпиться переднім кінцем до верхнього краю задньої частини гоночного автомобіля й розташована під кутом до повітряного потоку. Основне призначення спойлера — створювати розрідження за автомобілем, що прискорює рух повітряних мас під днищем, тим самим зменшує тиск повітря у цій зоні й створює додаткову притискну силу. Спойлери, що застосовуються в автоспорті, зазвичай, мають можливість регулювання, завдяки чому можна добитися зміни тих чи інших характеристик, залежно від траси перегонів.